# جيمس ريد (سياسي كندي)
جيمس ريد (بالإنجليزية: James Reid)‏ هو سياسي كندي، ولد في 2 أكتوبر 1839 في كندا، وتوفي في 5 مايو 1904 في فانكوفر في كندا. حزبياً، نشط في Liberal-Conservative Party ‏. وقد انتخب عضو مجلس الشيوخ الكندي وانتخب عضو مجلس العموم الكندي عن دائرة Cariboo (federal electoral district) ‏ (8 أكتوبر 1888 – 3 مايو 1904).